# Filmworks IV: S/M + More
 (novembre 2023).
Filmworks IV: S/M + More est un album de John Zorn paru d'abord au Japon sur Eva Record, puis en 1997 sur le label Tzadik. Il propose la musique de 5 films : Pueblo (1995), de KimSu Theiler; Elegant Spanking (1994), de Maria Beatty; Credits Included (A Video in Red and Green) (1994), de Jalal Toufic; Maogai (1993), de Hiroki Ryuichi; A Lot Of Fun For The Evil One (1994), de M.M. Serra et Maria Beatty.

## Titres
| 1.    | Pueblo                                    | 9:05  |
| 2.    | Elegant Spanking                          | 14:22 |
| 3.    | Credits Included (A Video In Red & Green) | 9:38  |
| 4.    | Maogai                                    | 6:19  |
| 5.    | A Lot Of Fun For The Evil One             | 17:48 |
| 57:12 |                                           |       |

## Personnel
Pueblo
- Marc Ribot - guitare
- Robert Quine - guitare
- Anthony Coleman - orgue
- Chris Wood - basse
- Cyro Baptista - percussions
- Joey Baron - batterie

Elegant Spanking
- Carol Emanuel - harpe
- Jill Jaffee - alto
- Erik Friedlander - violoncelle
- Jim Pugliese - vibraphone, percussions

Credits Included
- John Zorn - effets sonores

Maogai
- Kuroda Kyoko - piano

A Lot Of Fun For The Evil One
- John Zorn - claviers